# كوبر هارولد لانجفورد
كوبر هارولد لانجفورد (بالإنجليزية: Cooper Harold Langford)‏ هو فيلسوف ورياضياتي أمريكي، ولد في 25 أغسطس 1895، وتوفي في 28 أغسطس 1964.